# Galenit
Galenít (iz grške besede galene), pogosto imenovan tudi svinčev sijajnik ali siva ruda, je mineral svinčev sulfid in spada po klasifikaciji H. Strunza v II. razred med sulfide. 
Je svinčeno siv in močnega kovinskega sijaja. Na zraku oksidira in postane moten.

## Sestava minerala
Kemično je skoraj čisti svinčev sulfid z malenkostno primesjo srebra (do 3 %). Čist galenit vsebuje 86,6 % svinca in 13,4 % žvepla, po navadi ima tudi primesi.

## Nahajališča
Galenit je poleg sfalerita poglavitni mineral v Mežici, kjer so rudo kopali že Rimljani, pomemben je bil tudi rudnik v Litiji, ki so ga zaprli v 50. letih, ter najdišča v Knapovžah, Plešah, Remšniku in Okoški gori.
Po svetu najdemo galenit na Kosovu (Rudnik Trepča), v Nemčiji (Mechernich - Eifel, Altenberg - Aachen, Bensberg - Köln, Andreasberg, Han, Freiberg, Erzgebirge), v Avstriji (Pliberk), Italiji (Rabelj, Salafossa, Gorno, Dossena, Sardinija), Španiji (Cabo de Gata in Almeria); Veliki Britaniji (Cumberland); Franciji (Sainte-Marie-aux-Mines), na Slovaškem (Banská Štiavnica), Češkem (Přibram), v Romuniji (Cavnic in Rodna), Bolgariji (Asenovgrad, Madam), v Rusiji (Dalnjegorsk), ZDA ( Joplin v Missouriju, Kansas, Leadville, Aspen, Georgetown, San Juan v Koloradu, Coeur d'Alene v Idahu, Kalifornija), Mehiki (Santa Eulalia) in Avstraliji (Broken Hill).

## Uporaba
Galenit je glavna ruda za pridobivanje svinca, po navadi pa iz njega kot stranski produkt pridobivajo tudi srebro. Včasih so galenitne kristale uporabljali v radijski tehniki.